# Beccar (familia)

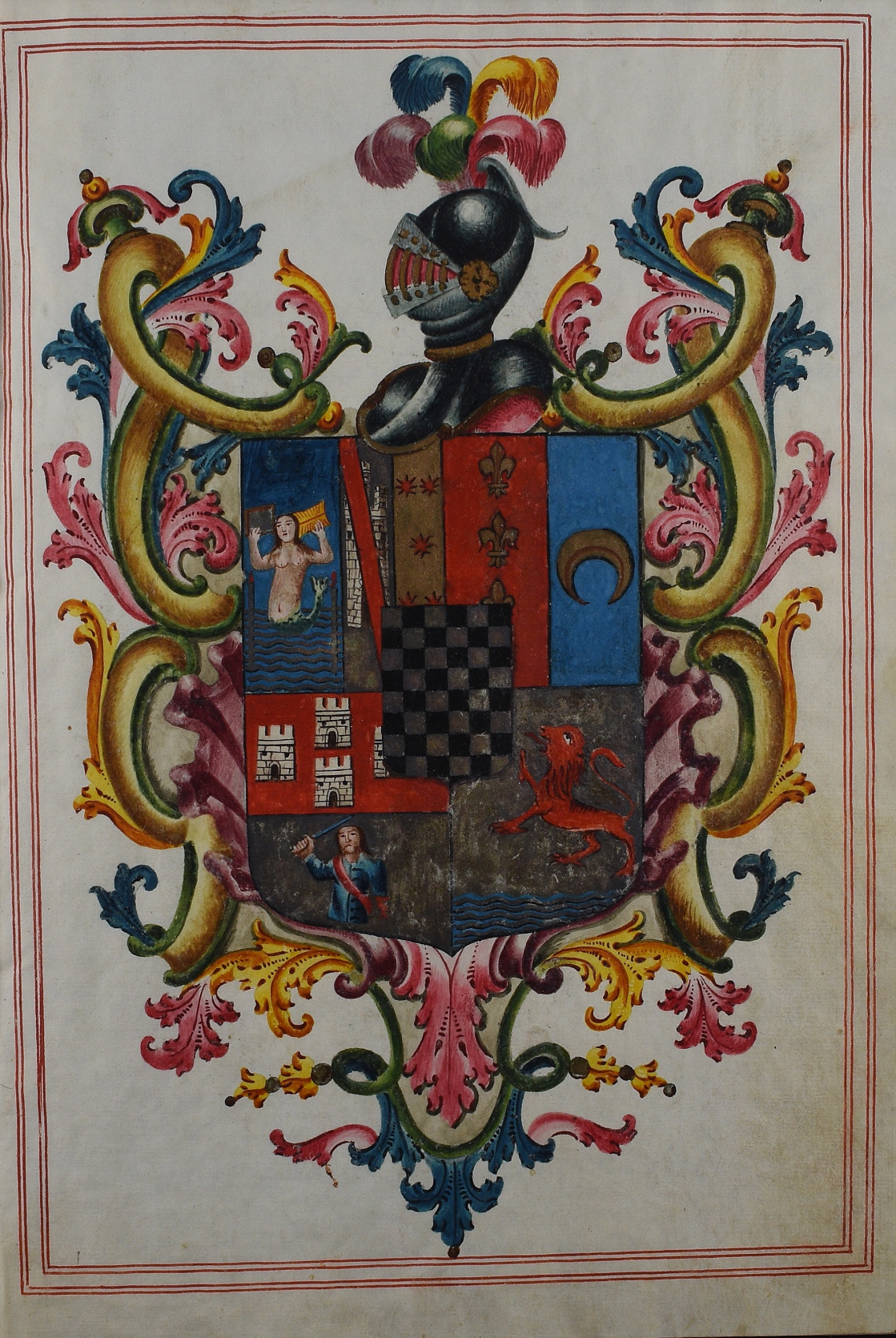
Escudo de armas de la familia Beccar

La familia Beccar (en AFI: /beˈkaɾ/) es un linaje hidalgo de la baja nobleza navarra, originaria de Oyeregui, cuyos miembros se radicaron en Valencia, Argentina, los Países Bajos, y Bolivia entre otros lugares. La rama radicada en Buenos Aires y San Isidro acabó convirtiéndose, a partir de mediados del siglo XIX, en una de las familias más influyentes de Argentina.
A pesar de que las pruebas documentadas más remotas de la familia Beccar se encuentren en la localidad de Oyeregui, Navarra, en el siglo XVI, algunos autores sugieren, en función de la grafía del apellido y de las corrientes migratorias de los siglos XV y XVI, que el origen de esta familia podría encontrarse en Irlanda, y que como otras familias oriundas de esa isla, como los Quirno o los Brid, habrían emigrado al norte de España.

## Orígenes de la familia
La familia Beccar encuentra su origen en Oyeregui, localidad ubicada en el Valle de Bértiz, en el Reino de Navarra. Allí los Beccar se hallaban unidos en alianza, desde por lo menos el siglo XVI, con el linaje de Añisena. Es por eso que allí se conocía a esta casa como Beccar de Añisena, siendo considerada como una de las familias más representativas del estado noble de Oyeregui, y sus miembros hidalgos.
De esta manera describía a la familia Beccar de Oyeregui el cronista rey de armas Ramón Zazo y Ortega, en la confirmación de blasones otorgada a favor de Cosme José de Beccar Sotard, descendiente de la familia en el año 1763:

[E]l que muere animoso vive en el renombre, en el amor, en la gloria, esta es la que han mantenido siempre los esclarecidos varones del muy preclaro apellido de Beccar, cuya grandeza celebran con repetidos encomios los más verídicos escritores ensalzando sus animosos hechos y virtud acompañada siempre del precioso esmalte de la nobleza de la sangre la que movió con su ejemplo a sus descendientes [...]
Ramón Zazo y Ortega, 1763.

El primer antepasado conocido de la familia Beccar fue Pedro Beccar de Añeseaa, nacido a principios del siglo XVI. Fue vecino de la villa de Oyeregui, y contrajo matrimonio allí hacia 1560 con Margarita de Goyenechea. Su hijo Juan Beccar de Añesena y Goyenechea, bautizado el 16 de junio de 1567 en Oyeregui, casó en septiembre de 1589 en ese lugar con María de Echeverría y Barberena.
María de Echeverría y Barberena era descendiente de las casas hidalgas de Echeverría y de Barberena de Oyeregui. En consecuencia, los descendientes de la familia Beccar tienen un parentesco lejano con personajes históricos influyentes en la historia del Virreinato del Río de la Plata, como por ejemplo el virrey Juan José de Vértiz y Salcedo o el ministro Manuel Hermenegildo Aguirre también descendientes de las casas de Echeverría y Barberena sitas en Oyeregui.

## Los Beccar en Flandes
Un nieto de Pedro Beccar de Añesena, el primer antepasado documentalmente probado de la familia, fue Pedro Beccar de Añisena y Echeverría, bautizado el 23 de noviembre de 1597 en Oyaregui. Según afirma el cronista rey de armas Ramón Zazo y Ortega en 1763, Pedro Beccar se escapó de su casa, y pasó a avecindarse en Flandes, en aquel entonces una posesión del Imperio Español, a donde se trasladaron numerosos militares españoles para defender los territorios de los reyes Felipe III y Felipe IV de España, en el contexto de la guerra de los Treinta Años.
Pedro Beccar de Añisena y Echeverría contrajo matrimonio en Flandes con Juana de Soiz. Su hijo Jorge Beccar y Soiz, nacido en Dist, Flandes, se casó allí con Ana Francisca Sotard Drosbée, nacida en Gramont. Pero en lugar de permanecer en los Países Bajos como su padre, Jorge Beccar y Soiz, quien sirvió en los Reales Ejércitos por cincuenta y seis años ininterrumpidos desde cadete hasta coronel agregado a la plana mayor de Barcelona, se radicó en la España de origen de su familia, a donde emigraron también sus hijos.

## Los Beccar en España
Junto con Jorge Beccar y Soiz, sus seis hijos también se radicaron en España: 1) Lorenzo Beccar y Sotard, nacido en Flandes, llegó a ser coronel del Regimiento de Dragones de Frisia y de Villavicencio, y se casó con María Cornejo Sancho, hermana de José Ignacio Rodríguez Cornejo, obispo de Plasencia, con sucesión. 2) Cosme Beccar y Sotard, que murió soltero, fue mariscal de campo de los Reales Ejércitos, y le fue otorgado un Real Despacho Confirmatorio de Blasones, reconociendo la nobleza y armas de la familia Beccar, en 1763. 3) María Beccar y Sotard contrajo matrimonio con el coronel Pedro Fort de Saint Maurin, descendiente de los señores de Saint-Maurin en Orange, con sucesión en los marqueses de Lupiá, de Alfarrás, de Valdeosera, etcétera. 4) Josefa Beccar y Sotard se casó con el teniente coronel Pedro León, de la plana mayor de Valencia, con sucesión. 5) Maximiliano Beccar y Sotard, teniente del Rey de Pamplona, contrajo matrimonio con Teresa de las Fillas Urbina, con numerosa sucesión en Navarra. Y finalmente 6) Nicolás Beccar y Sotard fue quien inauguró la rama de Vinaroz.

### Rama de Vinaroz
Nicolás Beccar y Sotard, nacido en Namur, sargento mayor del Regimiento de Dragones de Bélgica, se avecindó en Vinaroz, localidad de la actual Comunidad Valenciana. Allí contrajo matrimonio hacia 1740 con María Francisca Febrer Ferrán, descendiente del linaje Febrer de la Torre, de los más antiguos de ese lugar.
El matrimonio Beccar y Febrer tuvo por lo menos cinco hijos entre 1740 y 1755: Juan Bautista, Antonia, Miguel, Cosme y Nicolás de Beccar y Febrer. Los hombres de la familia tuvieron importante actuación en el campo de batalla, alcanzando altos rangos militares dentro del Ejército Español. Asimismo, se vincularon por matrimonio con las principales familias de la nobleza local, entre ellos los marqueses de Lupiá, Alfarrás, Poal, y Santa María de Barbará, los condes de Solterra, los barones de Lluriach, Albi, Vallbona, Cabrera y Vilanova d'Espoia, etcétera.

## Los Beccar en Argentina
A la rama de Vinaroz perteneció Cosme Beccar y Febrer, bautizado como Cosme Juan Bautista Manuel Antonio el 14 de enero de 1753 en Vinaroz, donde había nacido el día anterior. Fue cadete del Regimiento de Dragones del Rey, y a los 18 años, en 1771, pasó al Río de la Plata, avecindándose en Buenos Aires, donde continuó la carrera de las armas hasta alcanzar el rango de capitán Intervino en varios combates contra portugueses y británicos, especialmente durante las Invasiones Inglesas a Buenos Aires. Luego de la Revolución de Mayo, por haber permanecido fiel a la Corona Española, fue desterrado y luego confinado a prisión domiciliaria.
El 10 de noviembre de 1788 el capitán Cosme Beccar contrajo matrimonio en la Basílica de la Merced de Buenos Aires con la criolla Narcisa Antonia Espinosa de la Quintana, sobrina del militar Nicolás José de la Quintana. El matrimonio Beccar Espinosa tuvo diez hijos, cinco varones y cinco mujeres, que a su vez dejaron dilatada sucesión. De ellos provienen las familias Beccar Mansilla, Beccar Varela, Beccar Varela Castro Videla, Beccar Varela Obarrio, Tornquist Beccar, Beccar García Castellanos, Beccar Montaño, Beccar Gómez, Beccar Crespo, Beccar Arias, Beccar Mejía, Rawson Beccar, Beccar Ibáñez, Beccar Barrios, Lo Brutto Beccar, Noel Beccar, etcétera.

### Rama Beccar Varela

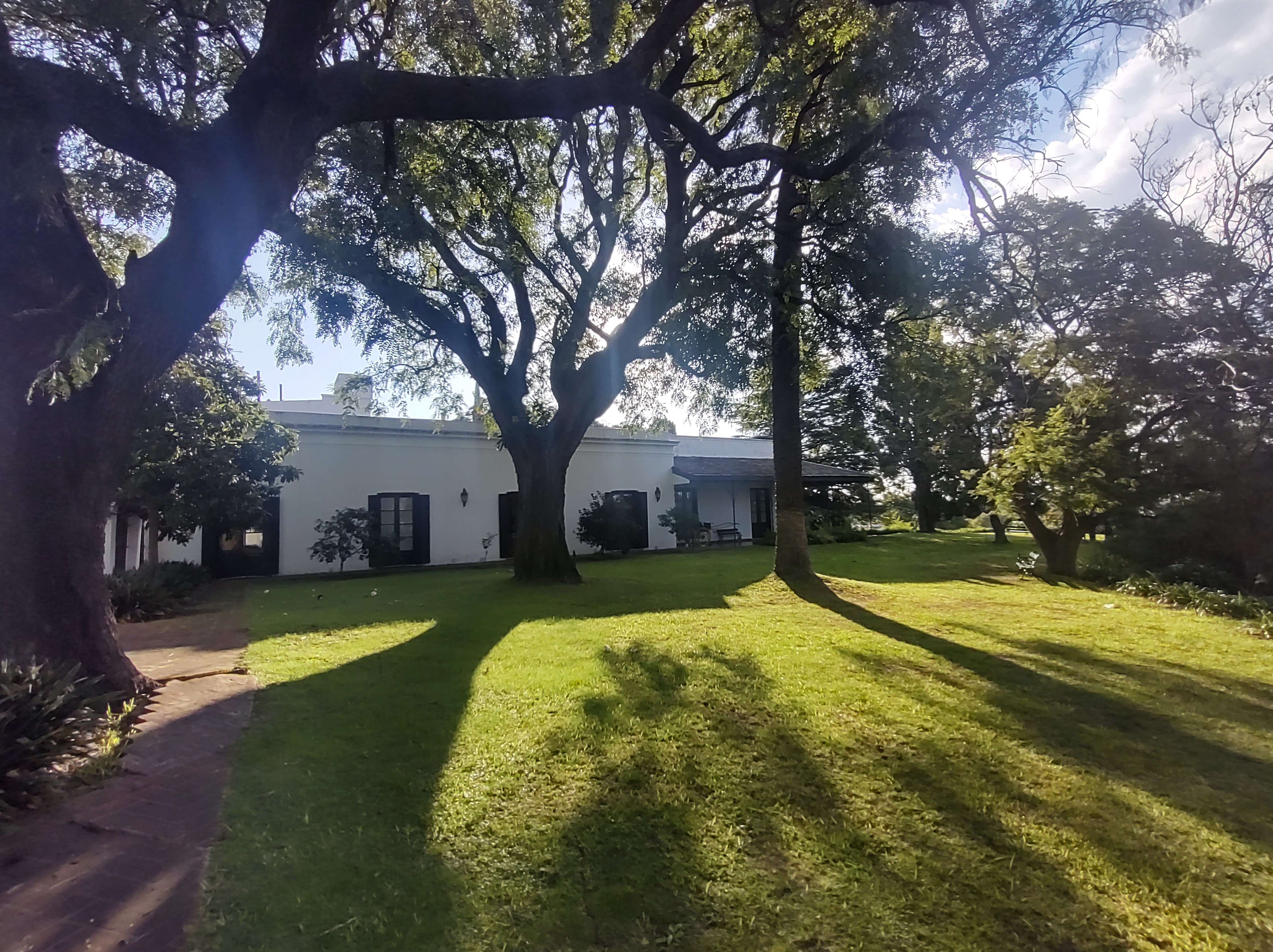
Quinta Los Ombúes, antigua residencia de la familia Beccar Varela

Entre los nietos de Cosme Beccar y Febrer, patriarca de la familia Beccar argentina, se encontraba su homónimo Cosme Beccar Mansilla, nacido el 15 de agosto de 1837 en Buenos Aires. Fue destacado abogado, legislador, y capitán de guerra. Radicado en el partido bonaerense de San Isidro, fue allí un gran promotor de su educación pública, al ser nombrado presidente de su Consejo Escolar. Por ese motivo lo recuerda en su nombre la localidad de Beccar.
Cosme Beccar Mansilla se casó el 3 de septiembre de 1864 en Buenos Aires con María Varela Cané, hija del escritor Florencio Varela. Ella también desplegaría una intensa actividad pública en San Isidro, siendo allí presidente de su Sociedad de Socorros Mutuos, y fundando el Asilo Santa María. Cosme Beccar y María Varela eligirían como asiento de su numerosa familia la Quinta Los Ombúes, y serían los genearcas de la familia Beccar Varela, de las más relevantes en la historia de Buenos Aires y San Isidro en los siglos XIX y XX. Entre sus descendientes encontramos a Adrián Beccar Varela, Horacio Beccar Varela, Jazmín Beccar Varela, etcétera.

## Referencias culturales

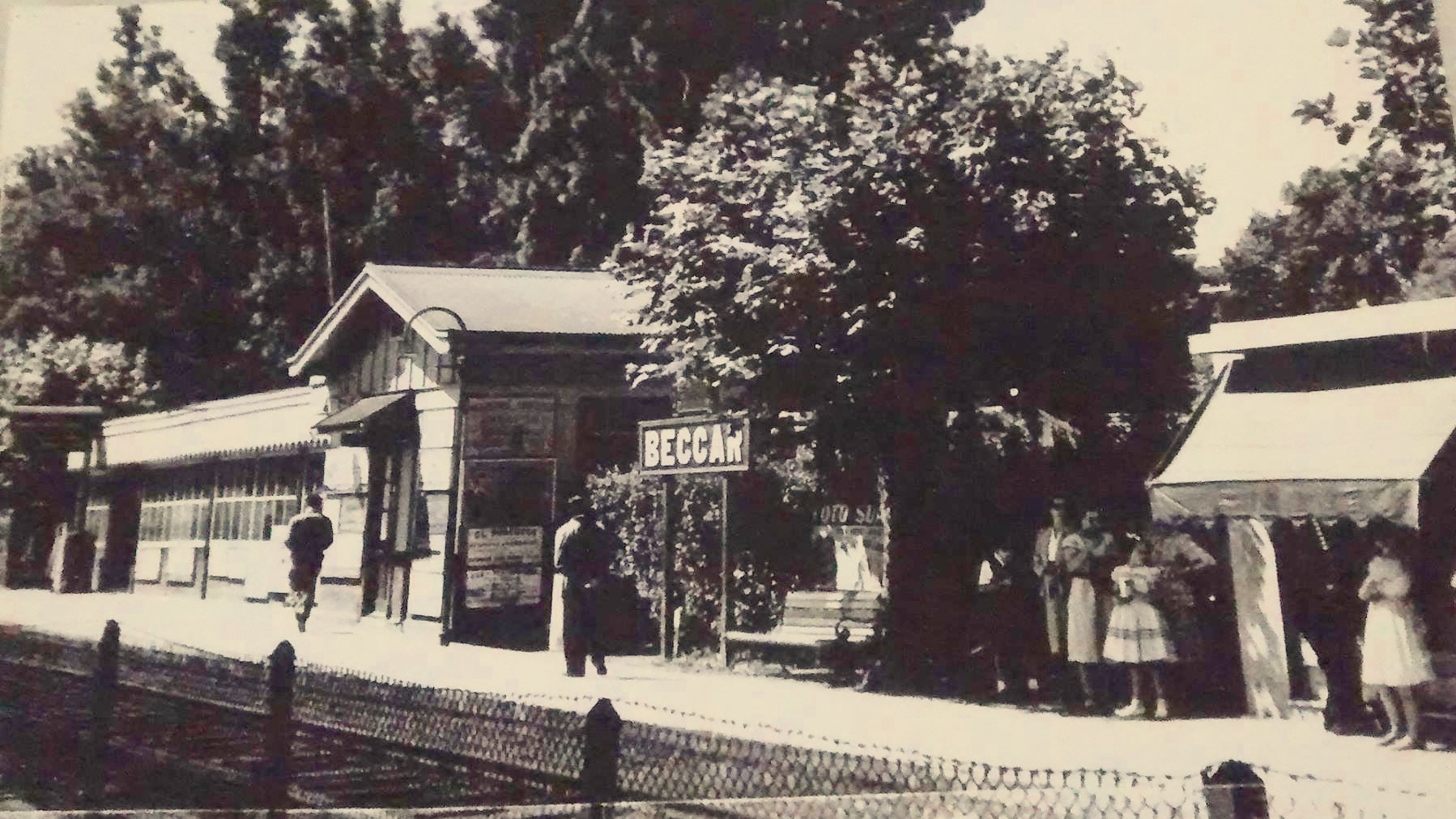
Estación Beccar en la localidad homónima, Buenos Aires, 1957